# Mount Atlas
Mount Atlas ist ein erloschener Vulkan im ostantarktischen Viktorialand. Er ragt an der Nordostseite des Mount Pleiones in der Gruppe The Pleiades auf und ist mit einer Höhe von 3040 m deren höchster Gipfel.
Das New Zealand Antarctic Place-Names Committee benannte ihn nach Atlas, einem Titanen aus der griechischen Mythologie.